# Strada Statale 702 Tangenziale Ovest di Bra
Die Strada Statale 702 Tangenziale Ovest di Bra ist eine italienische Staatsstraße in der Region Piemont. Sie hat die Funktion einer Westumgehung der Stadt Bra.